# Cheimoptena pennigera
Cheimoptena pennigera là một loài bướm đêm trong họ Geometridae.